# Upsøya
Upsøya ou Opsøyna est une île norvégienne du comté de Hordaland appartenant administrativement à Bømlo.

## Description
Rocheuse et désertique, elle s'étend sur environ 453 m de longueur pour une largeur approximative de 285 m. 